# Tlalnepantla de Baz
Tlalnepantla de Baz é um dos 125 municípios do estado do México, situado na parte leste da entidade federativa. Possui uma população de 683.808 habitantes, distribuída em uma área de 83,74 km².
A parte oriental do município faz fronteira com Gustavo A. Madero a oeste e com Ecatepec de Morelos a leste. Já a parte ocidental faz fronteira com Cuautitlán Izcalli e Tultitlán a norte; com Azcapotzalco e Naucalpan de Juárez a sul; com Atizapán de Zaragoza a oeste; e com Gustavo A. Madero a leste. Tlalnepantla de Baz compõe, junto com outros municípios, a Região Metropolitana do Vale do México.

## Transportes

### Trem Suburbano do Vale do México
Tlalnepantla de Baz é atendido pelas seguintes estações do Trem Suburbano do Vale do México:
- San Rafael
- Tlalnepantla